# 進藤俊重
進藤俊重 （しんどう とししげ、寛永16年（1639年） - 享保7年（1722年））は、江戸時代前期の武士。安芸国広島藩浅野氏の家臣。幼名は弥助（やすけ）、通称は八郎右衛門（はちろうえもん）。
広島藩士の進藤八郎右衛門就信の子。兄（弟ととも）に赤穂藩浅野氏家臣・進藤与四郎俊順がいる。俊重は「芸州藩侍帳」によれば山奉行兼足軽頭300石とある。
元禄14年（1701年）赤穂藩主・浅野長矩の刃傷事件に伴い、元禄15年（1702年）7月18日に長矩の弟浅野長広にお預かりが決まり、長広は7月29日に江戸を発った。この際に俊重は、広島藩船奉行植木小左衛門の代理で大阪へ赴き、長広一行を待って大阪から広島まで船で輸送した。俊重が代理となったのは広島藩家老の沖権太夫忠祐から、山科にいる俊重の親族の大石良雄を吉良家へ仇討ちさせないように鎮撫する任を内々に受けていたためであり、実際に京都で大石と面会している。また甥にあたる進藤俊式はじめ、奥野定良・小山良師・河村伝兵衛らの説得にもあたり、この後の神文返しの際に彼らを脱盟させて一党の切り崩しを狙った。
隠居後は落髪して終閑と号した。享保7年（1722年）死去。享年82。法名は映月院雲算終閑。